# Habel
Habel (dänisch: Habel, friesisch: Haabel) ist mit 6 Hektar (nach anderen Angaben 7,4 Hektar) die kleinste Hallig im nordfriesischen Wattenmeer. Sie gehört verwaltungsmäßig zur Gemeinde Gröde. Ihre Länge beträgt rund 655 Meter und ihre maximale Breite etwas über 100 Meter. Habel liegt in der Schutzzone I des Nationalparks Schleswig-Holsteinisches Wattenmeer.
Im Jahre 2006 hat das Amt für ländliche Räume (ALR) die Größe genau ermittelt: Die Gesamtfläche einschließlich Deckwerk beträgt nach GIS-Berechnungen 7,4 Hektar. Wären die seit der zweiten Hälfte des 20. Jahrhunderts ergriffenen Maßnahmen zur Befestigung der Hallig unterblieben, wäre Habel längst dauerhaft überflutet.

## Lage und Geschichte
Auf Habel befindet sich eine Warft, die Norderwarft, mit einer Vogelschutzstation, die von März bis Oktober mit einem Vogelwart besetzt ist. Im frühen 19. Jahrhundert gab es noch eine zweite Warft, die Süderwarft. Insgesamt existierten auf der Hallig damals sieben Häuser. Habel hatte seinerzeit eine Größe von 50 Hektar, jedoch schrumpfte die Hallig um 1876/77 auf 35 Hektar. Die Süderwarft verschwand gegen Ende des 19. Jahrhunderts, als sie bereits abgesiedelt war, vor der Südküste im Meer.
Habel liegt auf einer Anschüttung in einem im Hochmittelalter kultivierten Gebiet, das zuvor von Mooren und Fließgewässern durchzogen war. Die Bewohner, aus Holland zugewanderte Friesen lebten von Ackerbau und dem Abbau von Salztorfen. Spuren dieser Landnutzung, wie Pflugfurchen und Gräben, aber auch Reste von Sommerdeichen, sind bei Niedrigwasser in der Nähe der Hallig erkennbar. Habel hat heute noch 3,5 Hektar und ist damit die kleinste (saisonal) bewohnte Insel im Wattenmeer. Die Hallig ist Eigentum des Landes Schleswig-Holstein. Sie wird seit 1983 vom Verein Jordsand mit Sitz in Ahrensburg betreut. Vogelwarte, die sich alle 2 bis 3 Wochen untereinander ablösen, leben in einfachen Verhältnissen auf der Hallig. Wegen ihres Schutzstatus ist ein Betreten der Hallig durch die Allgemeinheit ganzjährig untersagt.
In der großen Stube des einzigen Hauses, das 1868 von der damaligen Süderwarft abgebrochen und auf der Norderwarft neu errichtet worden war, existiert ein Kachelofen; die kleine Stube und das Schlafzimmer werden durch einen Gasofen beheizt. In der Küche befinden sich ein Herd und ein Kühlschrank, die mit Gas betrieben werden. Das Haus verfügt über keinen Hochwasserschutzraum, weshalb die Hallig im Zeitraum häufiger Landunter, zwischen Oktober und März, nicht bewohnt wird. Neben dem WC ist eine Dusche aufgestellt, die mit kaltem Wasser betrieben wird; warmes Wasser kann nur auf dem Herd bereitet werden. Die Wasserversorgung der Hallig erfolgt durch Frischwasser, das per Boot herangeschafft wird. Der traditionelle Fething wurde bis 2014 noch als Viehtränke für die weidenden Schafe genutzt; inzwischen ist die Schafzucht auf der Hallig eingestellt, da es zu viele Umstände macht. Seither wird das Gras auf der Hallig durch einen Benzinrasenmäher kurz gehalten.
1871 wurden noch zwölf Einwohner gezählt, 1905 nur noch drei. Bis 1923 blieb die Hallig ständig bewohnt, dann reichte die Nutzfläche nicht mehr zum Auskommen. Über Jahrzehnte hinweg wurde Habel danach von diversen Pächterfamilien bewirtschaftet, die aber nur noch sporadisch dort übernachteten.
Die Sturmflut vom November 1981 hinterließ Schäden an der Warft und am Haus. Das Gebäude musste restauriert werden und die Warft wurde vergrößert, indem man den Böschungswinkel deutlich abflachte, so dass den anrollenden Wellen ein großer Teil der Energie genommen werden kann. Auf die Anlage eines Ringdeichs, wie sie rund um ständig bewohnten Warften gängig ist, wurde verzichtet. Der heute anzutreffende Teildeich im Westen der Warft ist noch der Rest einer kleinen Kappe aus älterer Zeit. Darüber hinaus besteht noch ein in jüngerer Zeit behördlicherseits angelegter Steinkantenschutz, der die Hallig am Flutsaum umgibt.

## Flora und Fauna
Habel dient vielen Seevögeln als Brut- und Rastgebiet. Ihre besondere Bedeutung erhält die Hallig als Äsungsareal der Ringelgans, aber auch durch Vorkommen der Küstenseeschwalbe. In den zurückliegenden Jahren nimmt jedoch der Anteil der Seevögel ab. Auch Watvögel, wie Sandregenpfeifer und Strandläufer treten mehr und mehr gegenüber Enten- und Gänsevögeln zurück. Küstenschutzmaßnahmen haben Flora und Fauna auf den Halligen verändert. Auf Habel ist der Halligflieder auf dem Rückzug und die ungeliebte Quecke breitet sich aus. Dem versucht man entgegenzuwirken, in dem man die Ausläufe der Grüppen sporadisch verschließt, um mehr Salzwasserreste zu stauen.

## Wattwandern
Wattwanderungen nach Habel sind verboten und zudem wegen sich stetig verändernder Läufe der Priele sehr gefährlich. Die Gefahr, im Schlickwatt zu versinken, besteht bei jedem Schritt.

## Galerie

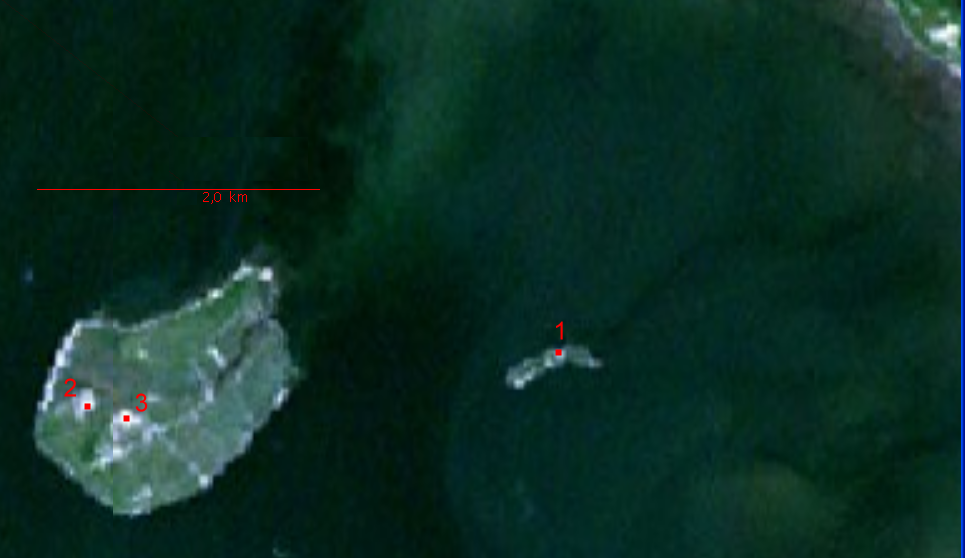
Satellitenbild der Halligen Gröde (links) und Habel (rechts) mit Lage der Norderwarft (1)
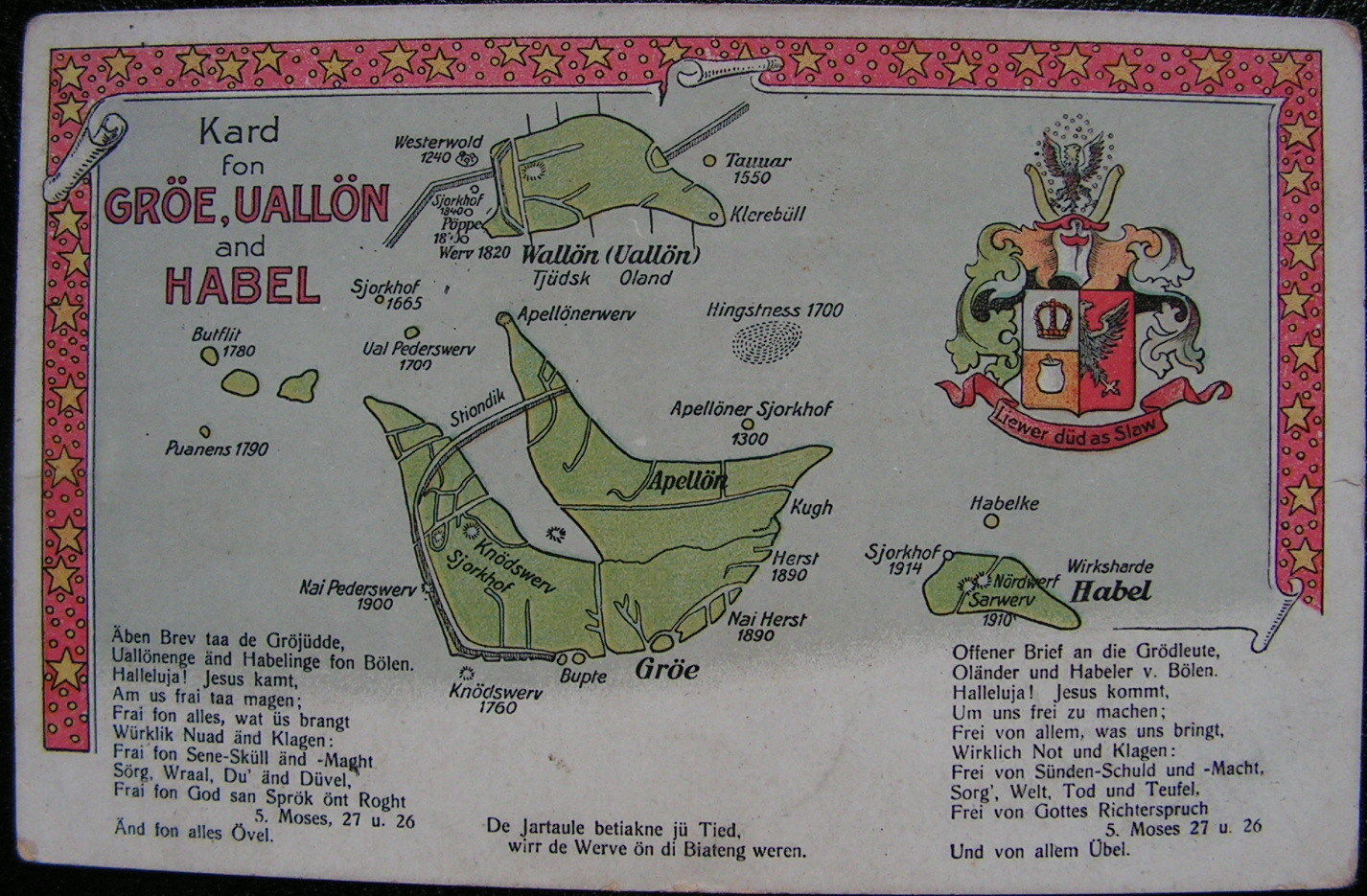
Alte Postkarte zeigt Habel mit Nördwerf, Sarwerf und Sjorkhof (Kirchhof)